# Pat McGuigan
Patrick « Pat » McGuigan, également connu sous le nom Pat McGeegan, né le 10 février 1935 à Clones et mort le 27 juin 1987, est un chanteur irlandais.
Il est connu pour avoir représenté l'Irlande au Concours Eurovision de la chanson 1968 à Londres avec la chanson Chance of a Lifetime.